# Межиріччя (місто)
Межирі́ччя (Мєндзижец-Подляскі; пол. Międzyrzec Podlaski, нім. Meseritz) — місто в Польщі, у Більському повіті Люблінського воєводства. Розташоване в Підляшші, на річці Крна (Кросна). 17,3 тис. мешканців (2004).

## Історія
1174 — дата з документу церкви святого Миколая, першої святині в Межиріччі.
1369 — згадка в руському літописі в числі 10 сіл над річкою Кросна.
1390 — Абрагам Хамець отримав місто від Владислава II Ягайла.
24 серпня 1477 — заснування костелу святого Миколая на місці попередньої церкви.
1569 — 26 квітня, заснування церкви святого Миколая Стефаном Збаразьким (тепер костел святого Йосифа).
1574 — приєднання Стефаном Збаразьким міста до Берестейського воєводства Великого князівства Литовського.
1598 — перша солеварня.
1794 — у складі Монархії Габсбургів (з 1804 року — Австрійської імперії) внаслідок поділу Польщі.
1809 — у Варшавському герцогстві.
1815 — у Королівстві Польському.
У часи входження до складу Російської імперії належало до Радинського повіту Сідлецької губернії.
За даними етнографічної експедиції 1869—1870 років під керівництвом Павла Чубинського, у місті переважно проживали польськомовні римо-католики, меншою мірою — греко-католики, які також розмовляли польською.
1875 — внаслідок політики русифікації насильне переведення обох греко-католицьких церков міста до московської православної церкви.
1912 — включення до новоутвореної Холмської губернії у складі земель з переважанням українського населення.
1918 — входження до Української Держави за Берестейським миром.
Листопад 1918 — зайняття польськими військами.
1931 — 2 червня, розпорядженням Ради Міністрів значно розширено територію міста шляхом приєднання сіл Тулилів і Річиця ґміни Мисі та Високе і Стовпно ґміни Загайки.

## Пам'ятки
Є палац Потоцьких, збудований за ініціативи Александри Потоцької — дружини Станіслава Септима Потоцького, невістки Станіслава Щенсного.

## Населення
Демографічна структура станом на 31 березня 2011 року:
|          | Загалом | Допрацездатний вік | Працездатний вік | Постпрацездатний вік |
| -------- | ------- | ------------------ | ---------------- | -------------------- |
| Чоловіки | 8429    | 1791               | 5895             | 743                  |
| Жінки    | 8892    | 1633               | 5400             | 1859                 |
| Разом    | 17321   | 3424               | 11295            | 2602                 |

## Відомі люди

### Народилися
- Іриней (Бекіш) (1892—1981) — православний церковний діяч, архієпископ Нью-Йоркський, митрополит всієї Америки і Канади Православної Церкви в Америці.
- Євген Рудницький (1883 — після 1937) — український мовознавець, діалектолог.
- Ельжбета Дзіковська (нар. 1937) — польська вчена.
- Йосиф Бергер (нар. 1952) — польський політик, педагог.
- Слава Пшибильська (нар. 1931) — польська естрадна співачка.

### Померли
- Григорій Пірамович (1735—1801) — польський єзуїт, поет, перекладач.

## Фотографії

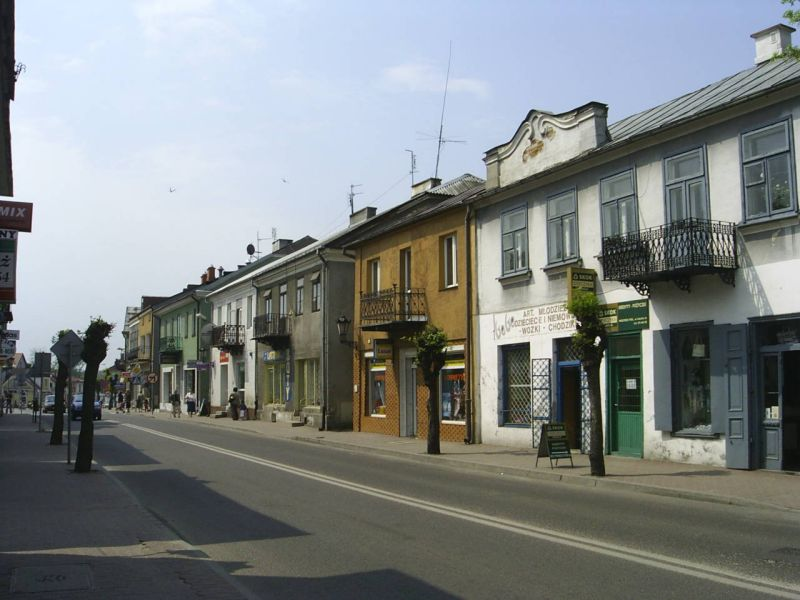
вулиця Любельська
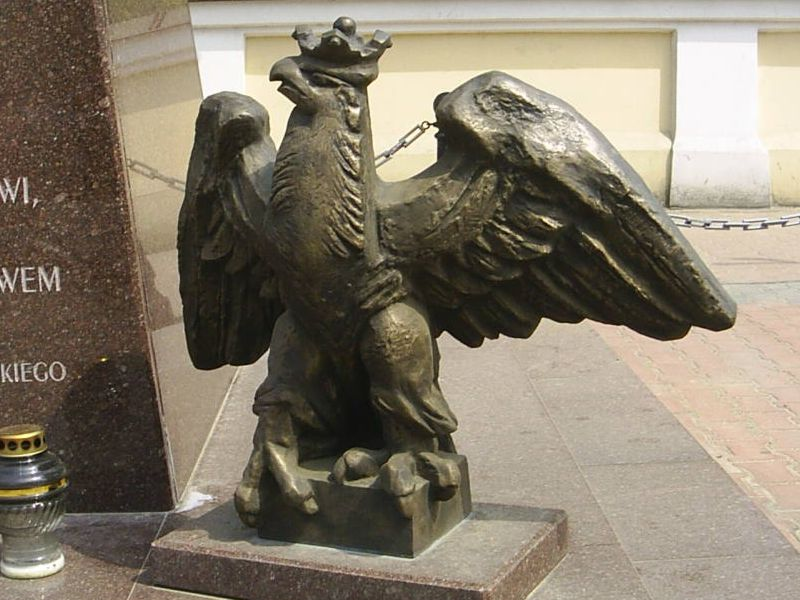
Орел from Stefan Wyszyński Monument
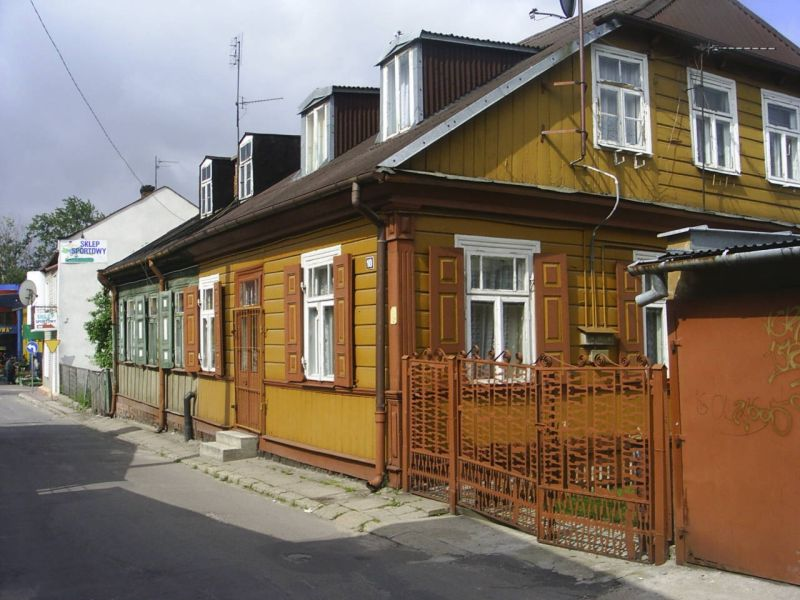
Старі дерев’яні будинки
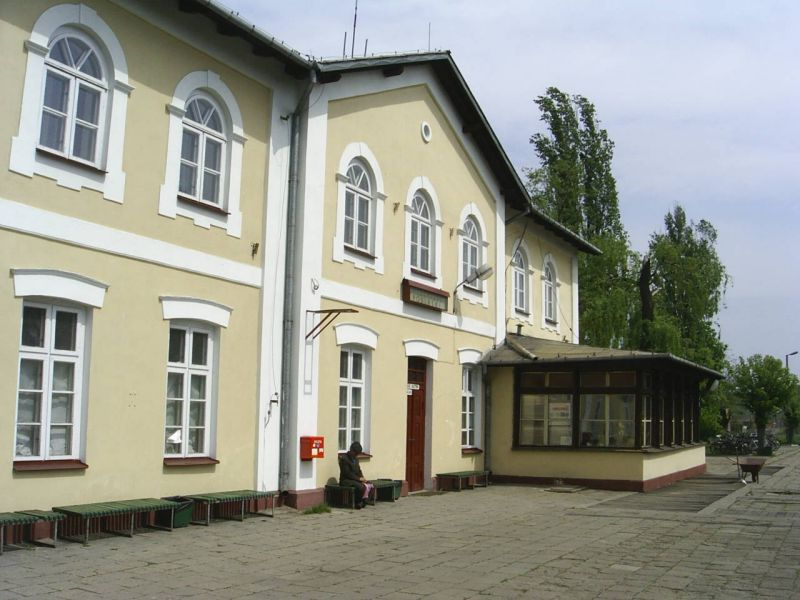
залізнична станція
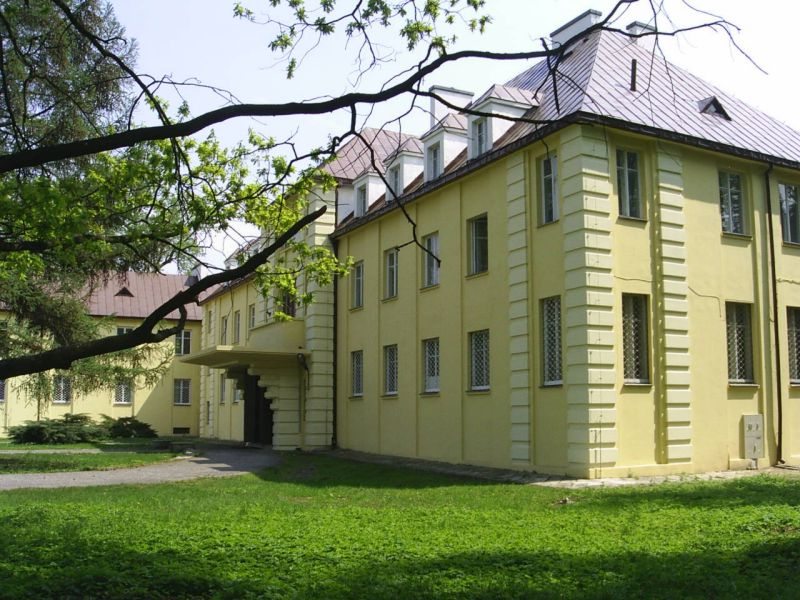
Палац Потоцьких
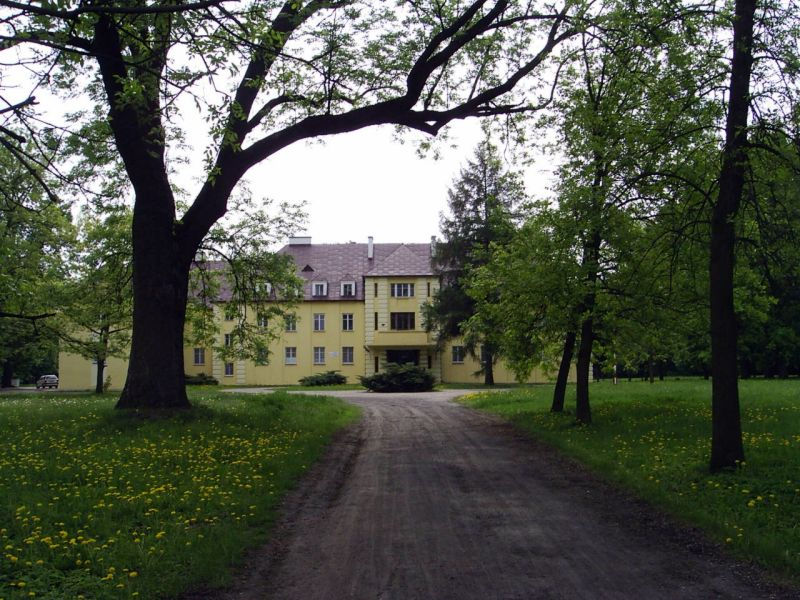
Палац Потоцьких — фасад
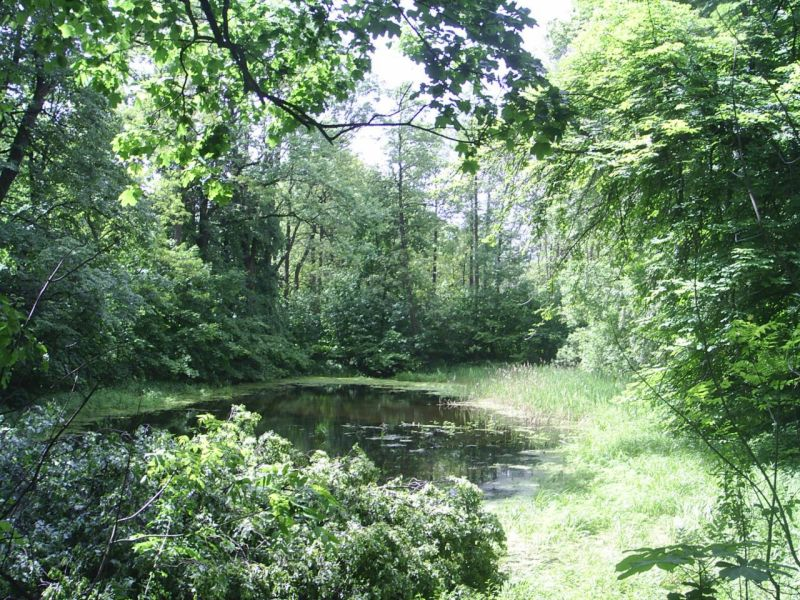
Англійський парк
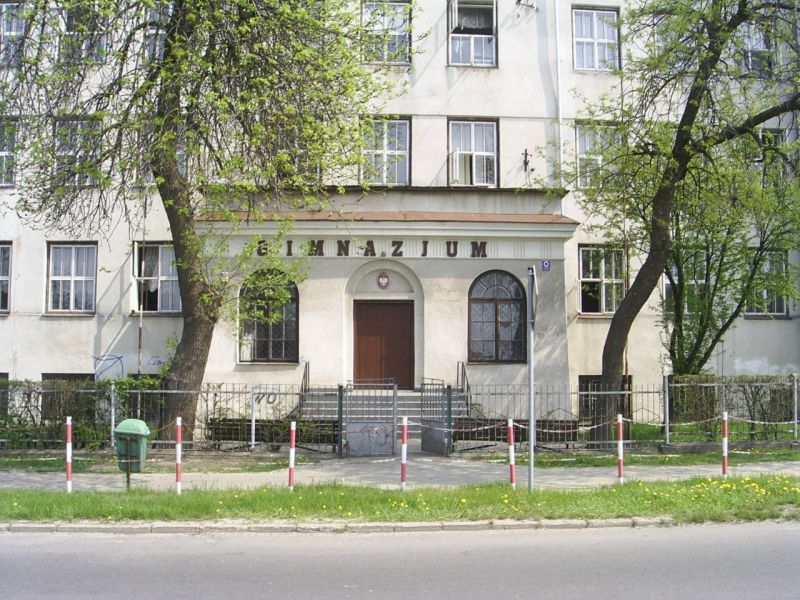
Школа
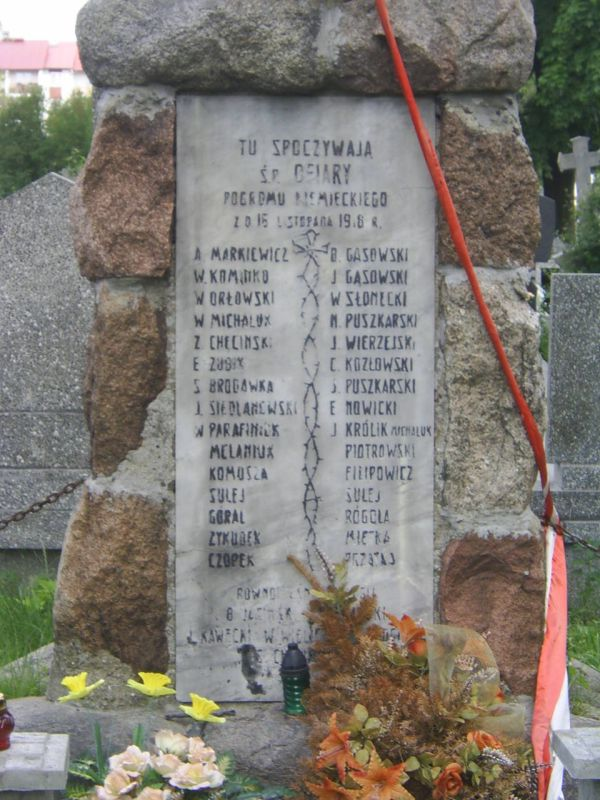
Sacrifices of German Rout Monument
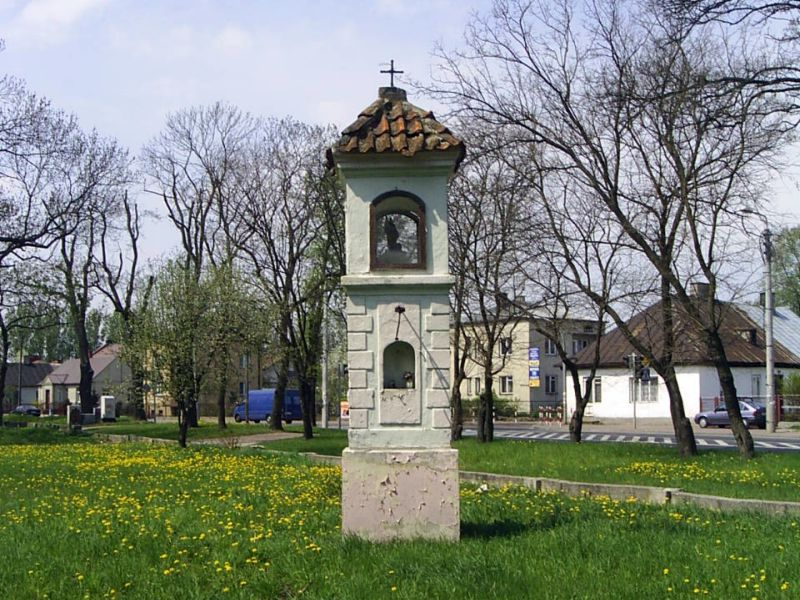
Стара каплиця
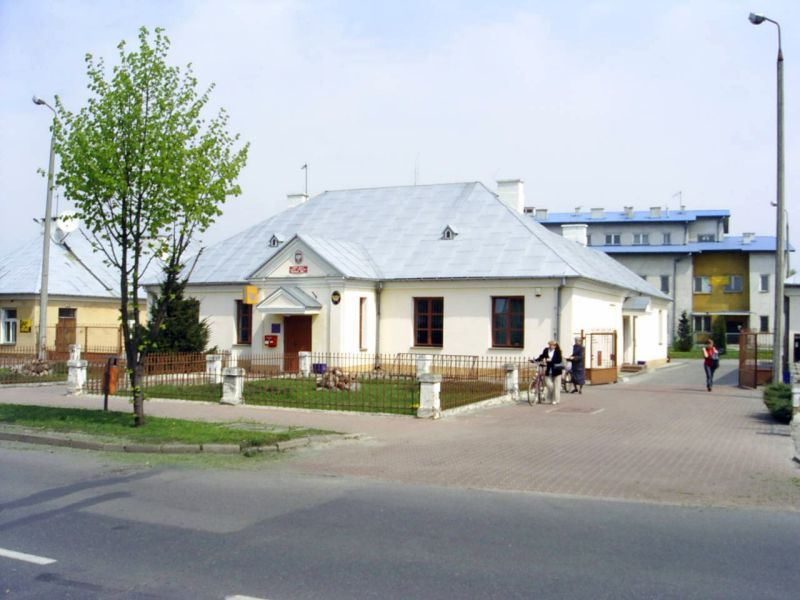
Пошта
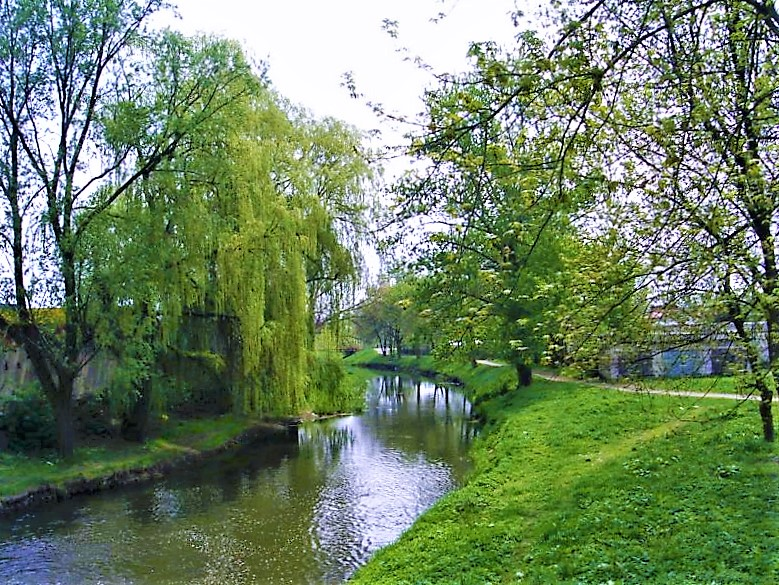
Krzna river
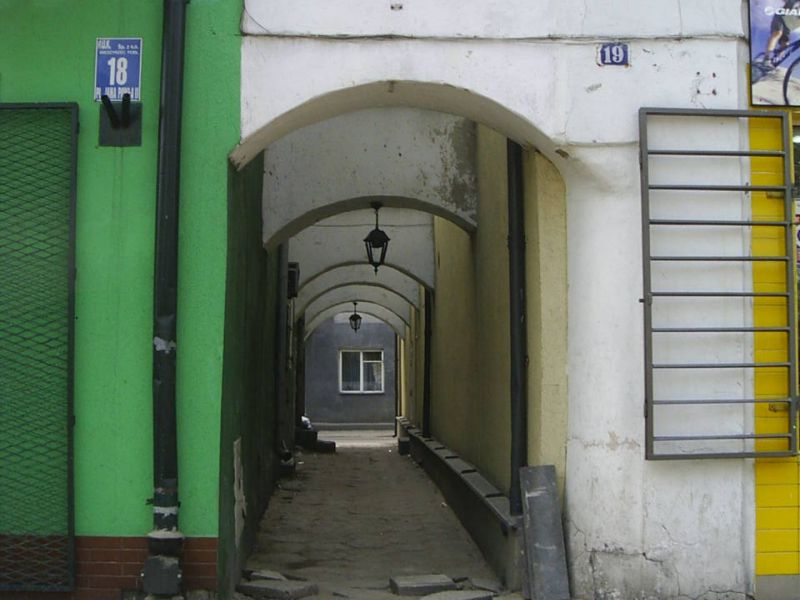
Alley of Old Town Market
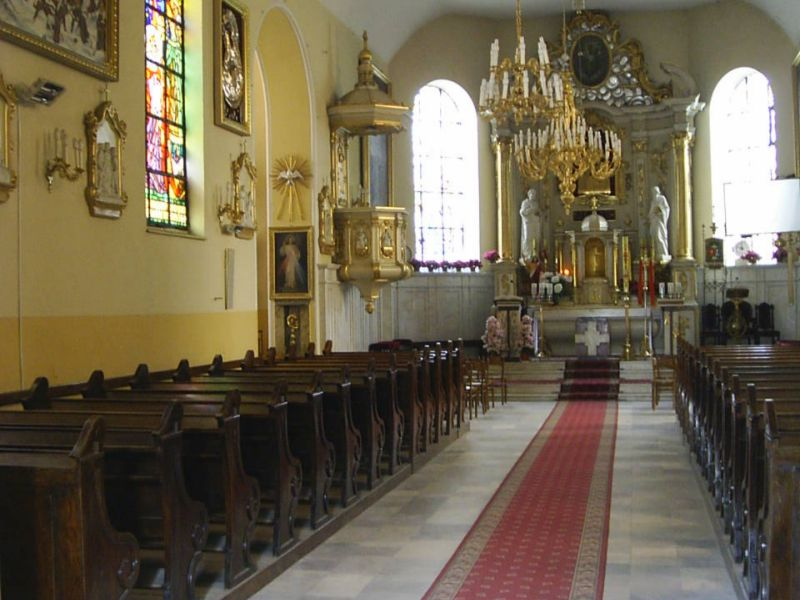
Церква Святого Йосипа
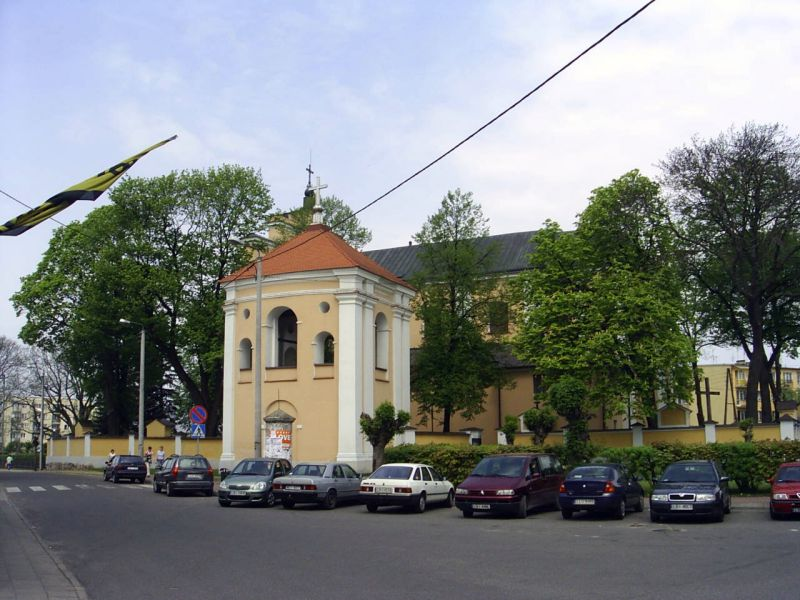
Церква святого Миколая — Belfry
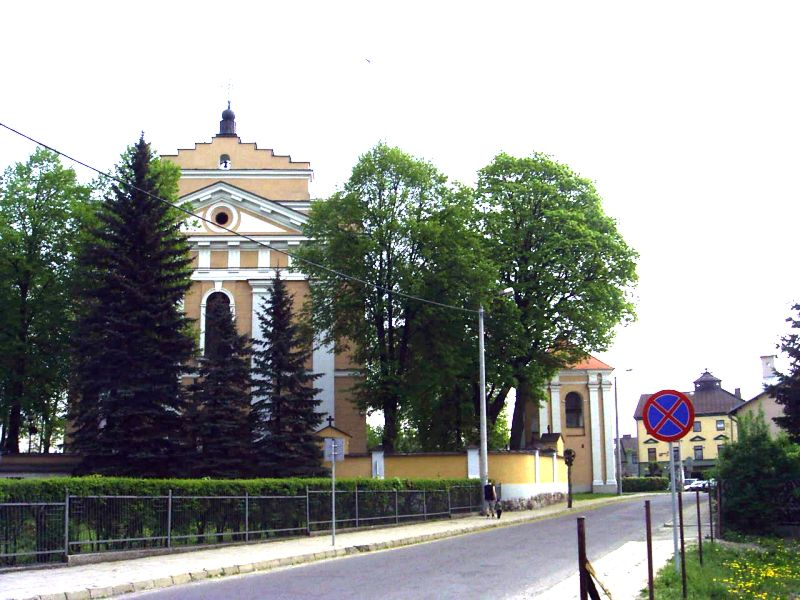
Церква святого Миколая — фасад
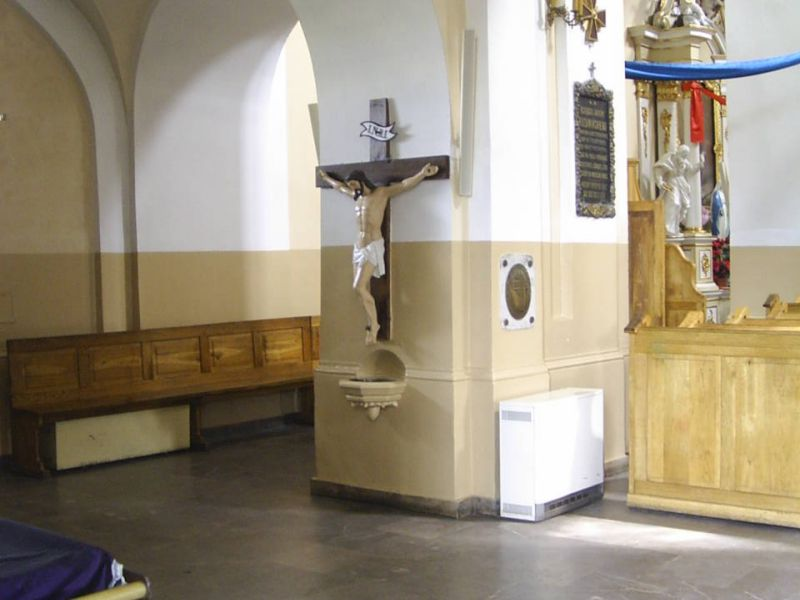
Церква святого Миколая — всередині
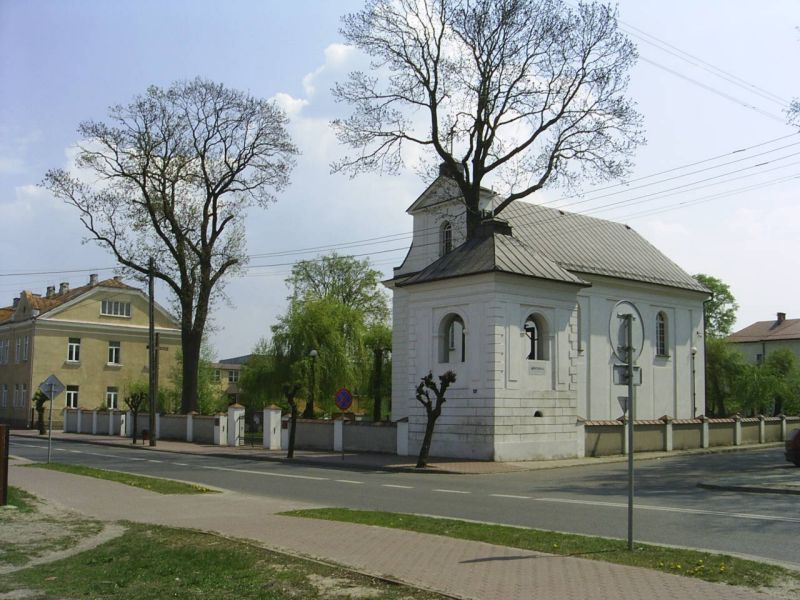
Церква святих Петра та Павла
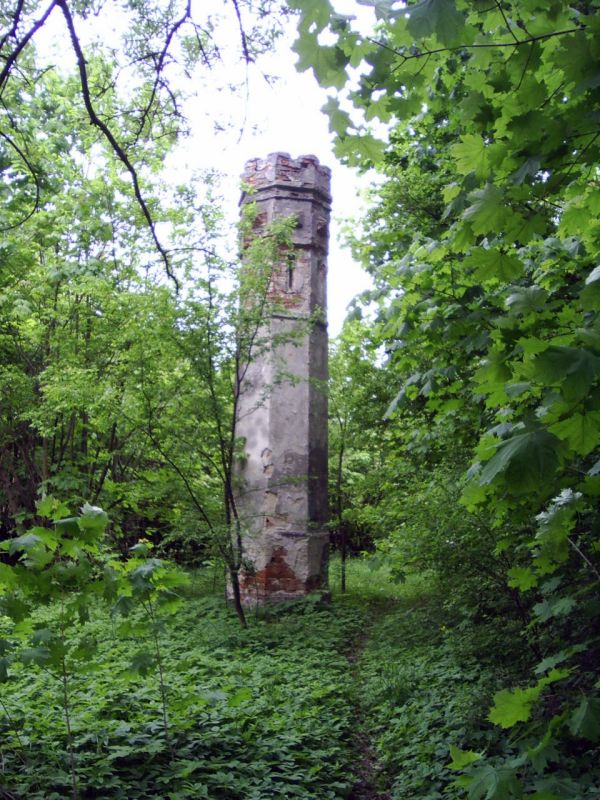
Вежа
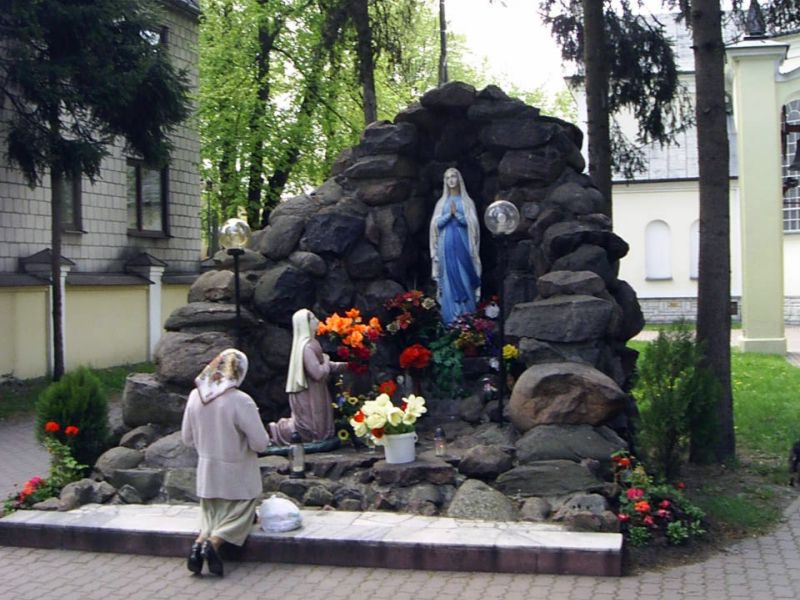
Chapel beside St. Peter and Paul Church
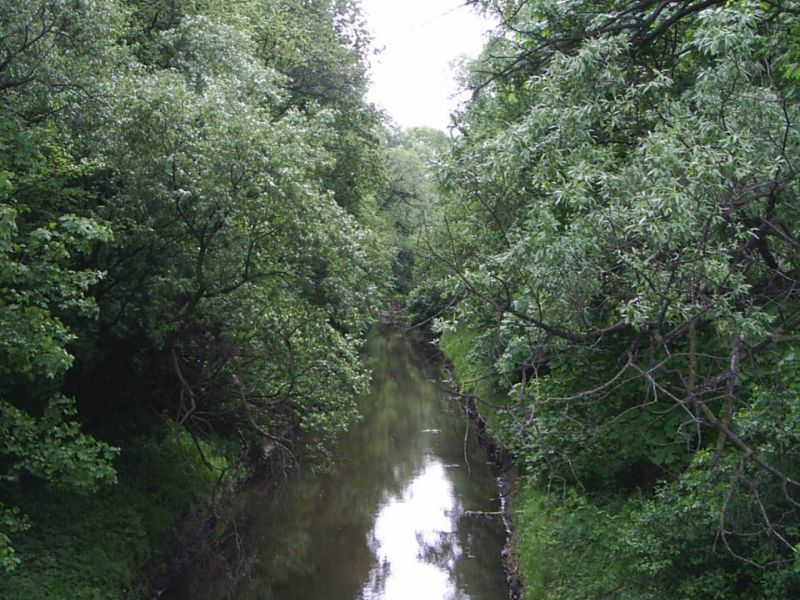
Канал Вепр-Крна
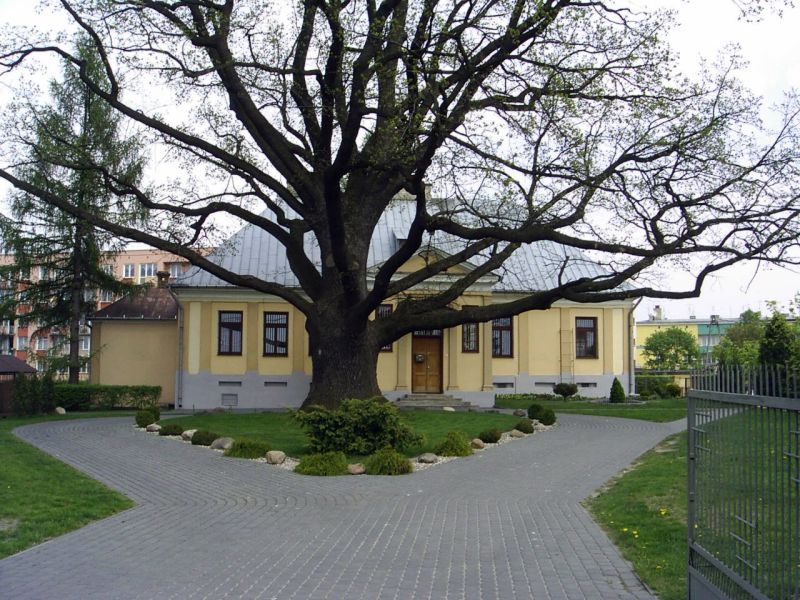
Presbytery
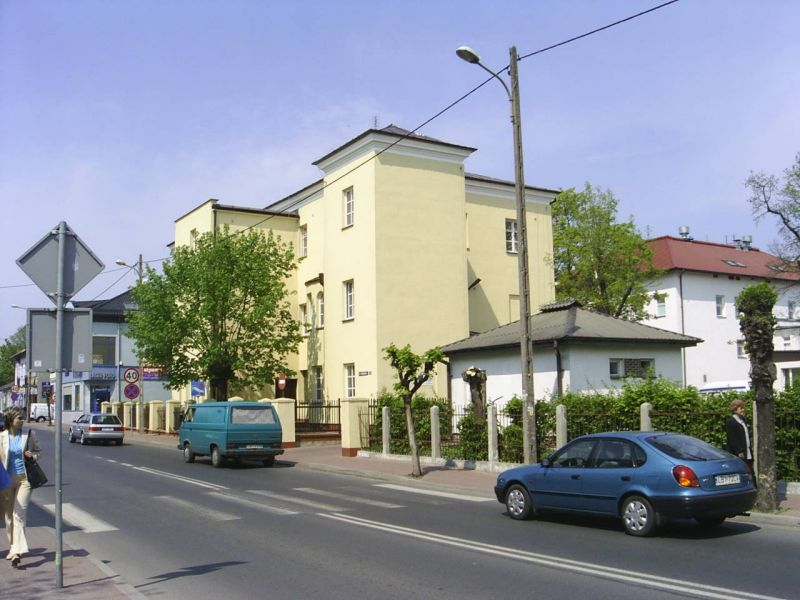
Лікарня
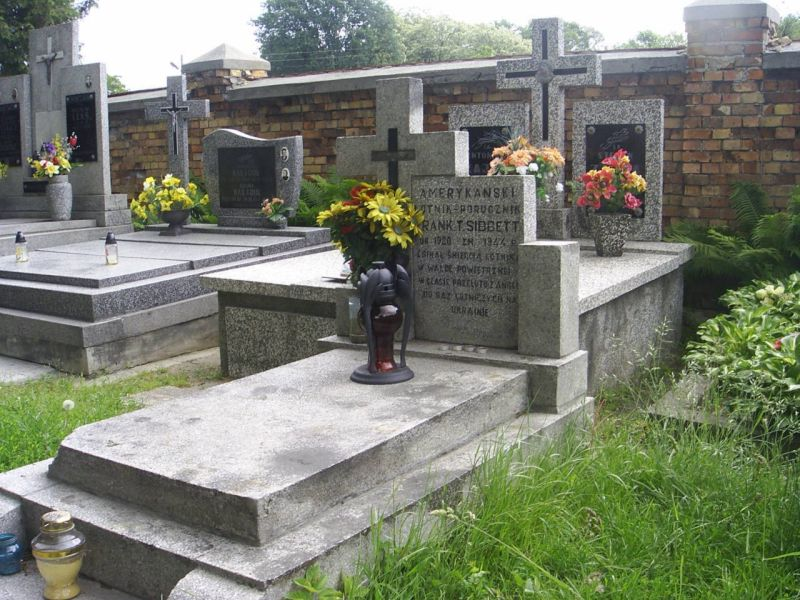
Могила американського льотчика лейтенанта Frank T. Sibbet
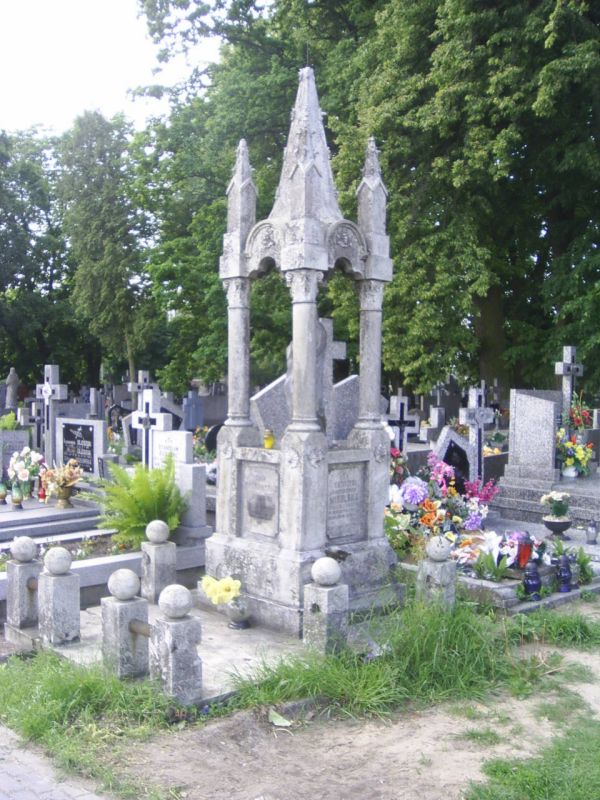
Католицьке кладовище
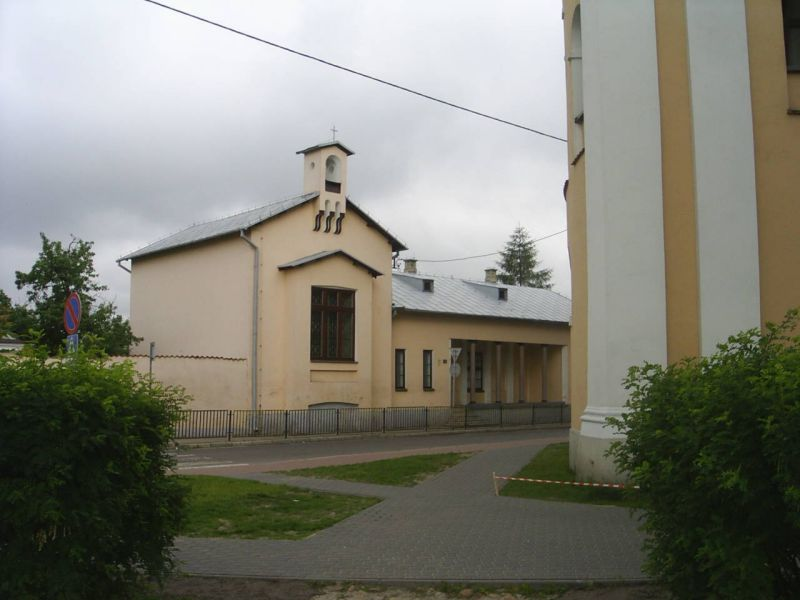
Католицька церковна школа